# Laboratoire des composites thermostructuraux
Le laboratoire des composites thermostructuraux (LCTS) est une unité mixte de recherche française créée en 1988. Co-animé par le CNRS, l'université de Bordeaux, Safran et le CEA, il constitue une forme originale de collaboration scientifique entre des structures de recherche publiques et l'industrie : c'est à sa création la première unité mixte de recherche impliquant un industriel. Il est implanté sur le campus de l'université de Bordeaux, à Pessac. Son domaine de recherche porte sur les matériaux composites capables de résister à de très hautes températures (jusqu'à 3 000 °C), constitués de carbone ou de céramiques.

## Genèse et historique
Le LCTS (UMR 5801) est fondé en 1988 pour renforcer les liens existants entre la Société européenne de propulsion (SEP) — la société industrielle chargée du développement et de la production des moteurs de fusées et de missiles — et plusieurs laboratoires universitaires. L'entité est alors sous la triple tutelle du Centre national de la recherche scientifique, de l'université de Bordeaux-I et de la Société Européenne de Propulsion. Sa gouvernance particulière lui confère la double mission de faire progresser le savoir scientifique, de former les chercheurs de demain et de répondre aux besoins de l'industrie. En 1998, cette collaboration est élargie au Commissariat à l'énergie atomique. Ultérieurement la SEP est absorbée par le groupe français Safran, et devient Safran Ceramics.
En 2012, le laboratoire est agrandi pour accueillir dans un environnement sécurisé des travaux de recherche sur les nanomatériaux (nanofibres, nanopoudres). 
Il est dirigé successivement par : 
- Roger Naslain (1988 — 2001)[2] ;
- Alain Guette (2001 — 2007)[2] ;
- Francis Teyssandier (2012 — ?)[3] ;
- Gérard Vignoles (2016 — …)[5],[6].

Son effectif permanent est d'une trentaine de permanents (chercheurs, enseignants, ingénieurs de Safran et techniciens) et d'une cinquantaine d'étudiants doctorants, post-doctorants et stagiaires.

## Travaux
Le domaine de recherche porte sur les matériaux à base de carbone ou de céramiques, qui allient extrême légèreté et performances thermiques. 
Dans les années 2000, les chercheurs du laboratoire mettent au point point un composite à matrice céramique auto-cicatrisante qui multiplie par mille la durée de vie d'une pièce en céramique soumise à des sollicitations mécaniques sous des températures élevées, dans l'air : le principe est d'incorporer dans la matrice du composite une phase qui produit à partir de 600 °C un verre capable de sceller en continu les microfissures qui se créeraient dans le matériau. 

## Applications
Les travaux menés par le LCTS ont des applications industrielles dans les tuyères des missiles balistiques et des lanceurs spatiaux produites par Safran et sa filiale ArianeGroup. 
De nouveaux débouchés sont envisagés pour des pièces de turbine de moteurs d'avion, ou de façon plus lointaine pour la production d'électricité par fusion thermonucléaire contrôlée.

### Sites externes
- Site officiel
- Ressources relatives à la recherche :   - Centre national de la recherche scientifique
  - ScanR
- Notices d'autorité :   - VIAF
  - ISNI
  - IdRef
- Publications